# Antonio Moya Vega
Antonio Moya Vega (Mérida, Badajoz, 20 de marzo de 1998) es un futbolista español que juega como centrocampista en el Real Zaragoza de la Segunda División de España.

## Trayectoria
Nacido en Mérida y criado en municipio de Son Servera, situado en el noreste de Mallorca, Moya se unió en 2013 a los juveniles del Atlético de Madrid a la edad de 15 años, procedente del R. C. D. Mallorca.
Debutó con el Club Atlético de Madrid "B" en Tercera División el 16 de octubre de 2016 frente al Internacional de Madrid.
Moya hizo su primer debut en el equipo el 25 de octubre de 2017, saliendo en la segunda mitad para sustituir a Keidi Baré en un empate 1–1 ante el Elche C. F. en la Copa del Rey. Su debut en Primera División se produjo el 1 de abril de 2018, reemplazando a Thomas Partey en una victoria en casa 1-0 contra el Deportivo de La Coruña.
Durante la temporada 2018-19 seguiría alternando las participaciones en el filial de Segunda División B, con los entrenamientos y algún encuentro con el primer equipo, como en el duelo de vuelta de Copa contra el Sant Andreu, donde jugó 45 minutos, ya que Simeone lo sustituyó en el descanso por Lemar y retrasó a Saúl al centro de la defensa.
El 13 de abril de 2019, debido a las bajas que sufría el primer equipo, Diego Simeone colocó al central como titular en el Estadio Metropolitano en la jornada 32 de Primera División frente al Celta de Vigo.
El 1 de junio de 2021 se confirmó su fichaje por el Deportivo Alavés. Tras dos años en el club, con el que disputó 76 partidos y marcó tres goles, el 6 de julio de 2023 firmó por el Real Zaragoza por dos temporadas.

## Clubes
| Club                   | País   | Año       |
| ---------------------- | ------ | --------- |
| Atlético de Madrid "B" | España | 2016-2021 |
| Deportivo Alavés       | España | 2021-2023 |
| Real Zaragoza          | España | 2023-act. |